# Allenoconcha royana
Allenoconcha royana är en snäckart som beskrevs av Preston 1913. Allenoconcha royana ingår i släktet Allenoconcha och familjen Helicarionidae. Inga underarter finns listade i Catalogue of Life.